# Ribemont-sur-Ancre
Pour les articles homonymes, voir Ribemont (homonymie) et Ancre.
Ribemont-sur-Ancre est une commune française située dans le département de la Somme, en région Hauts-de-France.

## Géographie

### Localisation

#### Communes limitrophes
| Baizieux | Bresle             | Laviéville        |
|          | Ribemont-sur-Ancre | Buire-sur-l'Ancre |
| Heilly   | Méricourt-l'Abbé   |                   |

### Nature du sol et du sous-sol
Le sol de la commune est pour l'essentiel composé du limon des plateaux argilo-sableux reposant sur une formation crayeuse. Sur les pentes, à l'ouest, la craie blanche à silex affleure. Il s'agit de la craie à Micraster tandis qu'à l'est, il s'agit de la craie à Bélemnites. Les fonds de vallons et les pentes avoisinantes sont formés de dépôts meubles de couleur rouge (terre à brique). Dans la vallée de l'Ancre, on rencontre des dépôts alluviaux et de la tourbe là où le sol est perméable.

### Relief, paysage, végétation
Le relief de la commune est celui d'une vallée et de vallons secs venant de Baizieux et de Bresle qui contournent le plateau. Le point culminant de la commune se situe à 91 mètres d'altitude.

### Hydrographie

#### Réseau hydrographique
La commune est située dans le bassin Artois-Picardie. Elle est drainée par l'Ancre, la Boulangerie, le Méricourt-l'Abbé et divers autres petits cours d'eau.
L'Ancre, d'une longueur de 37 km, prend sa source dans la commune de Miraumont et se jette  dans la Somme canalisée à Aubigny, après avoir traversé 21 communes. Les caractéristiques hydrologiques de l'Ancre sont données par la station hydrologique située sur la commune. Le débit moyen mensuel est de 2,44 m3/s. Le débit moyen journalier maximum est de 6,9 m3/s, atteint lors de la crue du 4 avril 2024. Le débit instantané maximal est quant à lui de 7,14 m3/s, atteint le même jour.

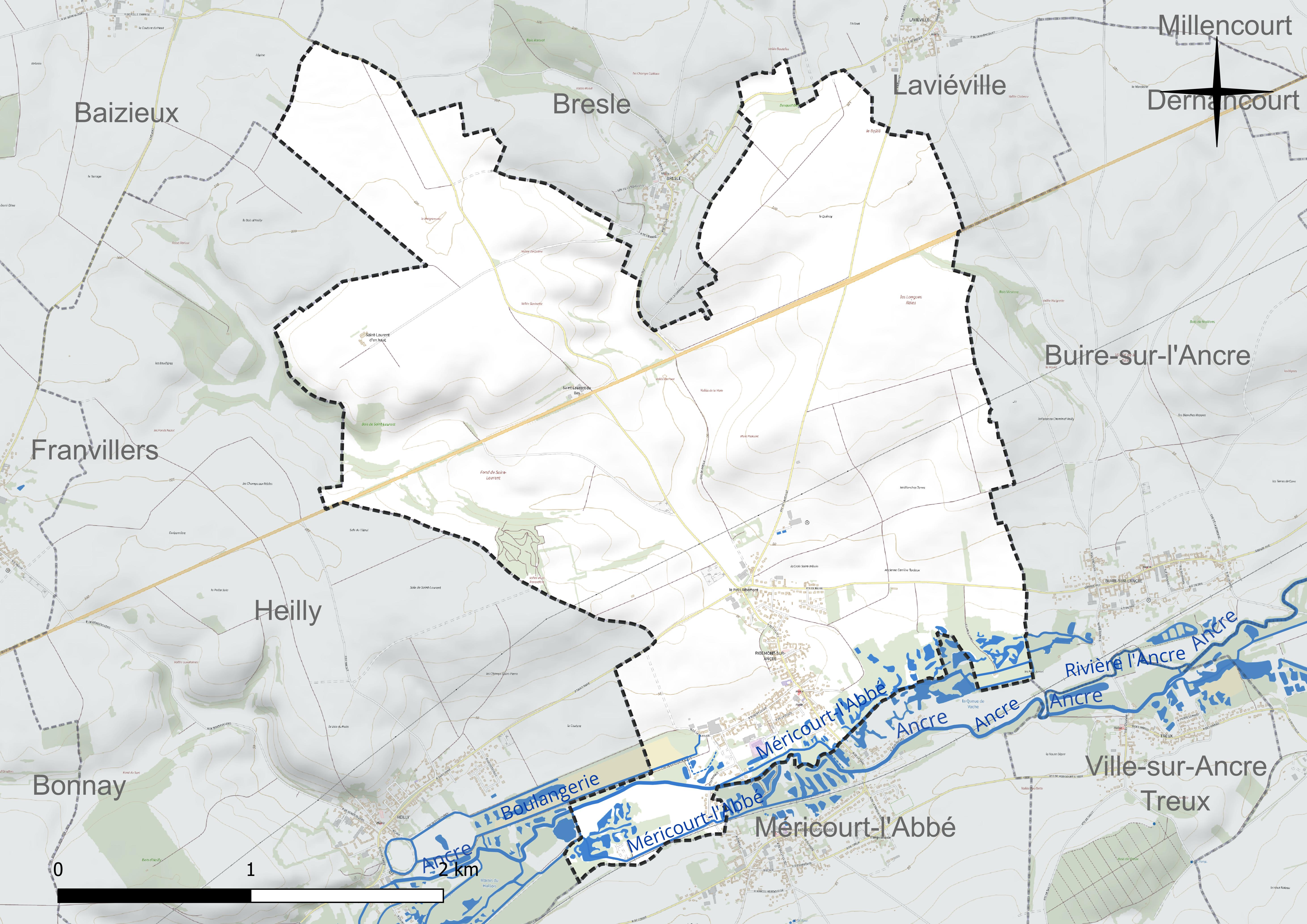
Réseau hydrographique de Ribemont-sur-Ancre.

#### Gestion et qualité des eaux
Le territoire communal est couvert par le schéma d'aménagement et de gestion des eaux (SAGE) « Somme aval et Cours d'eau côtiers ». Ce document de planification concerne un territoire de 1 835 km2 de superficie, délimité par le bassin versant de la Somme canalisée. Le périmètre a été arrêté le 29 avril 2010 et le SAGE proprement dit a été approuvé le 6 août 2019. La structure porteuse de l'élaboration et de la mise en œuvre est le syndicat mixte d'aménagement hydraulique du bassin versant de la Somme (AMEVA).
La qualité des cours d'eau peut être consultée sur un site dédié géré par les agences de l'eau et l'Agence française pour la biodiversité.

### Climat
Pour des articles plus généraux, voir Climat des Hauts-de-France et Climat de la Somme.
En 2010, le climat de la commune est de type climat océanique dégradé des plaines du Centre et du Nord, selon une étude du CNRS s'appuyant sur une série de données couvrant la période 1971-2000. En 2020, Météo-France publie une typologie des climats de la France métropolitaine dans laquelle la commune est exposée à un climat océanique et est dans la région climatique Nord-est du bassin Parisien, caractérisée par un ensoleillement médiocre, une pluviométrie moyenne régulièrement répartie au cours de l'année et un hiver froid (3 °C).
Pour la période 1971-2000, la température annuelle moyenne est de 10,4 °C, avec une amplitude thermique annuelle de 14,3 °C. Le cumul annuel moyen de précipitations est de 670 mm, avec 11,6 jours de précipitations en janvier et 8,4 jours en juillet. Pour la période 1991-2020, la température moyenne annuelle observée sur la station météorologique la plus proche, située sur la commune de Méaulte à 7 km à vol d'oiseau, est de 10,7 °C et le cumul annuel moyen de précipitations est de 730,3 mm,. Pour l'avenir, les paramètres climatiques de la commune estimés pour 2050 selon différents scénarios d'émission de gaz à effet de serre sont consultables sur un site dédié publié par Météo-France en novembre 2022.

## Urbanisme

### Typologie
Au 1er janvier 2024, Ribemont-sur-Ancre est catégorisée bourg rural, selon la nouvelle grille communale de densité à sept niveaux définie par l'Insee en 2022.
Elle est située hors unité urbaine. Par ailleurs la commune fait partie de l'aire d'attraction d'Amiens, dont elle est une commune de la couronne,. Cette aire, qui regroupe 369 communes, est catégorisée dans les aires de 200 000 à moins de 700 000 habitants,.

### Occupation des sols
L'occupation des sols de la commune, telle qu'elle ressort de la base de données européenne d'occupation biophysique des sols Corine Land Cover (CLC), est marquée par l'importance des territoires agricoles (88,8 % en 2018), une proportion sensiblement équivalente à celle de 1990 (89,2 %). La répartition détaillée en 2018 est la suivante : terres arables (88,1 %), zones humides intérieures (7,3 %), zones urbanisées (3,8 %), zones agricoles hétérogènes (0,7 %). L'évolution de l'occupation des sols de la commune et de ses infrastructures peut être observée sur les différentes représentations cartographiques du territoire : la carte de Cassini (XVIIIe siècle), la carte d'état-major (1820-1866) et les cartes ou photos aériennes de l'IGN pour la période actuelle (1950 à aujourd'hui).

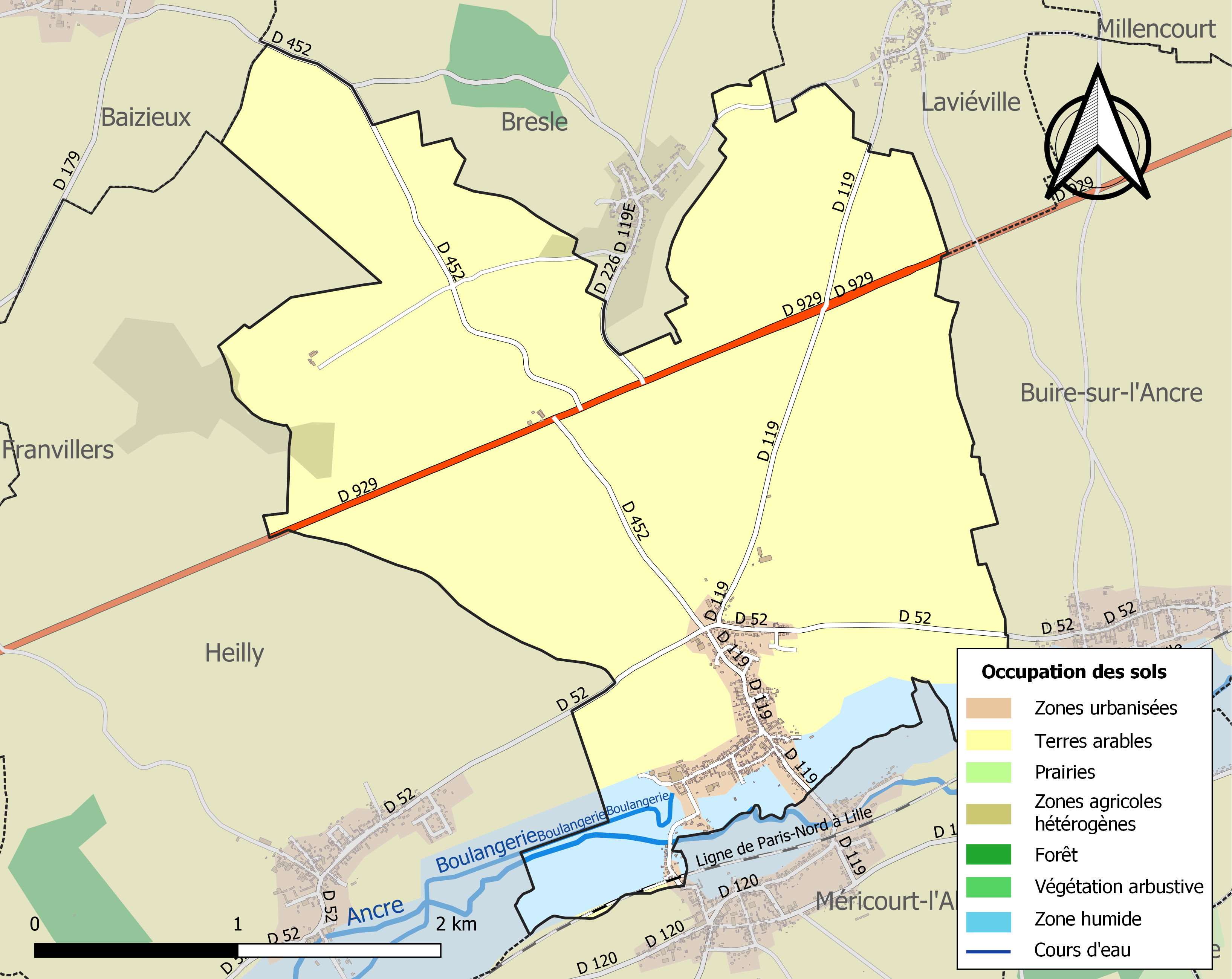
Carte des infrastructures et de l'occupation des sols de la commune en 2018 (CLC).

### Habitat
La commune offre un habitat groupé le long de la vallée de l'Ancre et n'est séparée du village voisin de Méricourt-l'Abbé que par la rivière.

## Toponymie

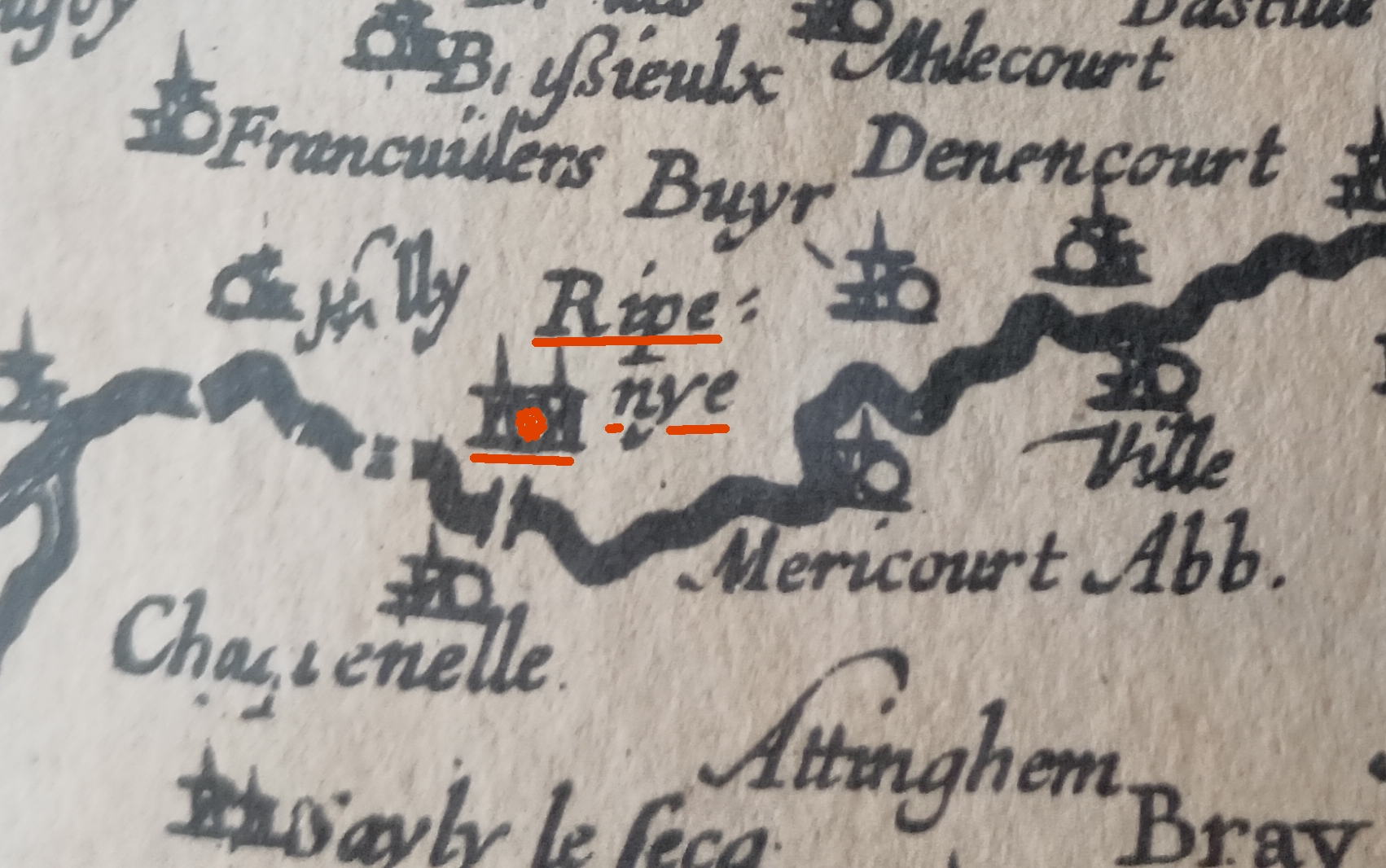
Sur une carte de la Picardie de 1620,Ribemont-sur-Ancre se nommait Ripenye.

On trouve plusieurs formes pour désigner Ribemont-sur-Ancre dans les textes anciens. Nous avons Ribotmons 1133, Ribeumont 1148, Ribemont 1148, Ribodimons 1175, Ribemond 1224, Ribaumont, Ribumont, Riboumont (1224), Ribemont v.1757, v. 1850, Ribemont-sur-Ancre vers le milieu du XXe siècle.
Selon E. Nègre le toponyme serait un mot composé du NP germ. Ricbodus + lat. montem « mont ». D'où « Mont de Ribot ou Ribaut ». RicBodus est également un nom composé du germ. Ric « puissant » + Bodus « envoyé, messager », qui pourrait signifier « le Messager du Puissant(e) » à rapprocher du temple gallo-romain retrouvé sur les fouilles des années 1980, dédié à Mercure, messager des dieux.
L'Ancre est une rivière du nord du département de la Somme et du Pas-de-Calais, dans la nouvelle région Hauts-de-France, affluent droit du fleuve la Somme.

## Histoire
- En 1962, l'archéologue Roger Agache découvrit un sanctuaire romain dont la fouille permit de comprendre qu'il fut érigé à l'emplacement d'un premier site sacré celte[21].

Il semble qu'au IIIe siècle av. J.-C., sur le territoire de Ribemont, des belges (ambiens) affrontèrent victorieusement des gaulois armoricains puis fondèrent ensuite un premier sanctuaire sur les lieux de la bataille. Celui-ci comporte plusieurs charniers. Il fut remplacé au Ier siècle av. J.-C. par les romains.
- Au XIe siècle, on comptait plusieurs fiefs sur le territoire de Ribemont : Villecourt, Gomicourt, Hauteville, Carentan…
- Au XIIe siècle, un prieuré « Saint-Laurent-au-Bois »  existait avant 1168, qui dépendait de l'abbaye de Corbie. La chapelle qui figurait encore sur le plan de Cassini a disparu en 1780[22]. Elle était située sur la voie antique reliant Amiens à Albert (D929), dans la commune de Ribemont à sa limite ouest, formant une enclave carrée.
- En 1830, des fouilles archéologiques au lieu-dit la Maldrerie, ont mis au jour une vingtaine de sarcophages avec squelette et coutelas en fer et vases de terre. Selon la tradition orale, il s'agirait d'un cimetière de templiers.
- Les Anglais saccagèrent Ribemont pendant la guerre de Cent Ans en 1359, 1369 et 1373.
- En 1578, le village fut pillé et brulé par les Espagnols, et à nouveau en 1636.
- Ribemont était jusqu'à la fin de l'Ancien Régime domaine du seigneur d'Heilly.
- Au cours de la guerre franco-prussienne de 1870-1871, onze jeunes gens de la commune ont combattu et un fut tué[1].
- Pendant la Grande Guerre, en mars 1918, les soldats australiens se retranchèrent derrière des barricades dans le village.

## Politique et administration
| Période                                  | Période   | Identité          | Étiquette | Qualité |
| ---------------------------------------- | --------- | ----------------- | --------- | --- |
| Les données manquantes sont à compléter. |           |                   |           | |
| 1881                                     | 1923      | Paul Hourdequin   |           | Industriel |
| 1923                                     |           | Stéphane Camus    |           | |
|                                          | 1977      | Robert Léger      |           | |
| 1977                                     | 1995      | Christian Lecomte |           | |
| juin 1995                                | mai 2020  | Henri Gérard      |           | Vice-président de la CC de Val de Somme ( ? → 2020) Président de l'association des maires et élus du Val de Somme |
| mai 2020,                                | mars 2022 | Daniel Duquenoy   |           | Démission |
| mai 2022                                 | En cours  | Hervé Léger       |           | |

## Population et société

### Démographie
Les habitants de Ribemont-sur-Ancre, comme ceux de Ribemont (département de l'Aisne, commune homonyme) s'appellent des Ribemontois.

L'évolution du nombre d'habitants est connue à travers les recensements de la population effectués dans la commune depuis 1793. Pour les communes de moins de 10 000 habitants, une enquête de recensement portant sur toute la population est réalisée tous les cinq ans, les populations de référence des années intermédiaires étant quant à elles estimées par interpolation ou extrapolation. Pour la commune, le premier recensement exhaustif entrant dans le cadre du nouveau dispositif a été réalisé en 2005.

En 2022, la commune comptait 619 habitants, en évolution de −7,2 % par rapport à 2016 (Somme : −1,26 %, France hors Mayotte : +2,11 %).
| 1793 | 1800 | 1806 | 1821 | 1831 | 1836 | 1841 | 1846 | 1851 |
| ---- | ---- | ---- | ---- | ---- | ---- | ---- | ---- | ---- |
| 320  | 375  | 415  | 464  | 517  | 527  | 538  | 533  | 530  |

| 1856 | 1861 | 1866 | 1872 | 1876 | 1881 | 1886 | 1891 | 1896 |
| ---- | ---- | ---- | ---- | ---- | ---- | ---- | ---- | ---- |
| 495  | 489  | 474  | 487  | 500  | 532  | 481  | 514  | 478  |

| 1901 | 1906 | 1911 | 1921 | 1926 | 1931 | 1936 | 1946 | 1954 |
| ---- | ---- | ---- | ---- | ---- | ---- | ---- | ---- | ---- |
| 447  | 439  | 441  | 449  | 472  | 494  | 482  | 498  | 466  |

| 1962 | 1968 | 1975 | 1982 | 1990 | 1999 | 2005 | 2006 | 2010 |
| ---- | ---- | ---- | ---- | ---- | ---- | ---- | ---- | ---- |
| 470  | 476  | 545  | 577  | 566  | 616  | 642  | 650  | 611  |

| 2015 | 2020 | 2022 | - | - | - | - | - | - |
| ---- | ---- | ---- | - | - | - | - | - | - |
| 650  | 633  | 619  | - | - | - | - | - | - |

### Enseignement
L'enseignement élémentaire local est assuré dans le cadre d'un regroupement pédagogique intercommunal qui comprend les communes d'Heilly, Ribemont-sur-Ancre, Bresle et Méricourt-l'Abbé. L'école Jacques-Prévert de Méricourt accueille 57 élèves pour l'année scolaire 2014-2015. Cantine et garderie complètent le dispositif.

### Culture, fêtes, sport et loisirs

#### Foyer rural de Ribemont-sur-Ancre
Depuis 2002, le Foyer rural de Ribemont-sur-Ancre organise chaque année, en avril-mai, une exposition d'œuvres d'art ouverte aux artistes contemporains, régionaux, nationaux et internationaux qui s'intitule : L'Art du temps.

#### Sports
- Une équipe de football défend les couleurs locales.
- L'équipe de ballon au poing a été championne de France plusieurs fois, notamment en 2015.

## Économie

### Activités économiques et de services
La commune dispose :
- d'une école maternelle (regroupement avec les communes voisines : Heilly, Méricourt-l'Abbé et Bresle) avec une cantine scolaire (150 repas par jour + 50 petits déjeuners) ;
- d'un accueil périscolaire et centre de loisirs ;
- d'un lycée agricole ;
- d'un bureau de poste ;
- d'un foyer rural : établissement de prestation et de location ainsi qu'un centre équestre ;
- d'une bibliothèque ;
- d'un camping ;
- de professionnels de santé de proximité : médecin (qui a rejoint la maison médicale de Warloy Baillon en mars 2013), pharmacien ;
- d'un café-tabac (maintenant fermé depuis 2014).

#### Transports et voies de communications
- Chemin de fer : Ribemont-sur-Ancre est desservie par la gare sur la ligne Paris - Lille.
- Transports en commun routiers : la localité est desservie par les lignes d'autocars du réseau interurbain Trans'80 Hauts-de-France (ligne no 37)[33].

## Culture locale et patrimoine

### Site archéologique
Le sanctuaire gallo-romain de Ribemont-sur-Ancre est situé sur la rive droite de l'Ancre, affluent de la Somme, et a fait l'objet de nombreuses publications dès les années 1960 (Centre de recherches archéologiques de l'université de Picardie) avant celles concernant le sanctuaire gaulois. Le site gallo-romain apparaît d'autant plus important qu'il succède  à un remarquable sanctuaire celtique.
Le site a été découvert par prospection aérienne en 1962 par Roger Agache,,.
En 1982, furent trouvées les premières traces du fossé celtique. La poursuite des fouilles a été menée par Jean-Louis Brunaux.
- Le sanctuaire rural gaulois, sanctuaire de Ribemont-sur-Ancre dit à « enclos belge ou picard[38],[39] ».
- Le sanctuaire gallo-romain : sur 800 m de long, les bâtiments se répartissent le long de trois cours étagées en terrasses et selon un axe orienté vers le sud-est, du centre du temple, au sommet du plateau crayeux, jusqu'au centre des thermes, en bordure du marais. L'orientation du fossé celtique de La Tène II et III est la même, grossièrement selon le soleil levant du solstice d'hiver. 
  - le fanum : les fouilles de 1968 à 1970 ont mis au jour un abondant ensemble de fragments sculptés (décor architectonique, végétaux, animaux et humains). Ces sculptures présentent des dimensions exceptionnelles et une ordonnance symétrique[40];
  - le théâtre de 3 000 places ;
  - les thermes ;
  - l'habitat.

Une partie des découvertes sont présentées au musée de Picardie (Amiens).
Un Centre de conservation et d'étude archéologique financé par le conseil départemental de la Somme est installé au centre du village de Ribemont-sur-Ancre.

### Autres sites et monuments
- Église Saint-Vaast (XVIIe siècle)[41],[42].
- Oratoire dédié à la Vierge. Tout en brique, il est protégé par une grille  au dessin original[43].
- Chapelle funéraire de la famille Vadier-Demosy, sur le fronton on peut voir une mitre d'évêque sur une coquille Saint-Jacques[43].
- Médiathèque « La Filature » installée dans l'ancienne filature Hourdequin-Dhaille.
- Cimetière militaire britannique (498 soldats de plusieurs nationalités inhumés).
- Cimetière d'animaux.

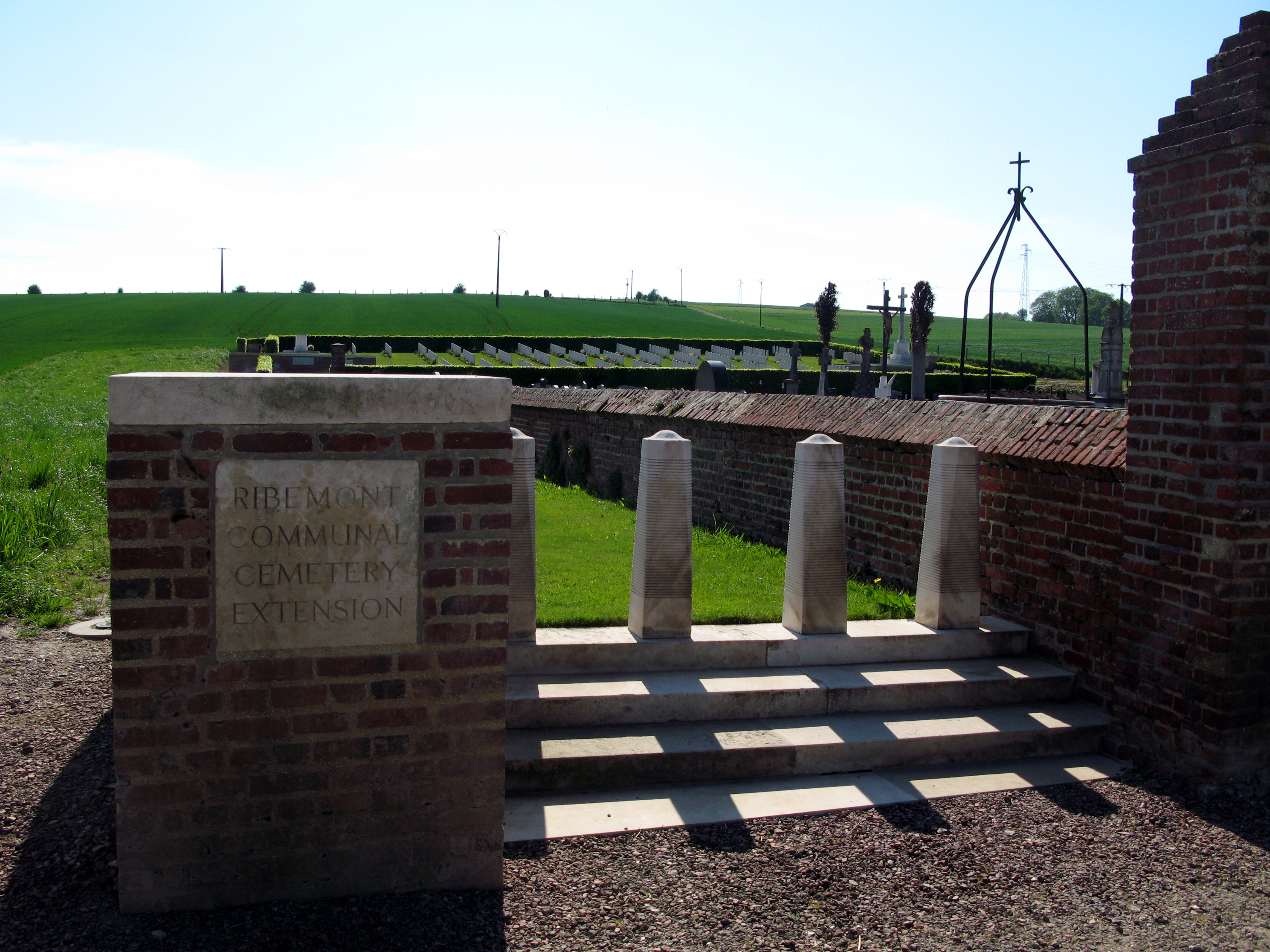
Le cimetière militaire britannique est derrière le cimetière communal, avec un accès sur la gauche de celui-ci.
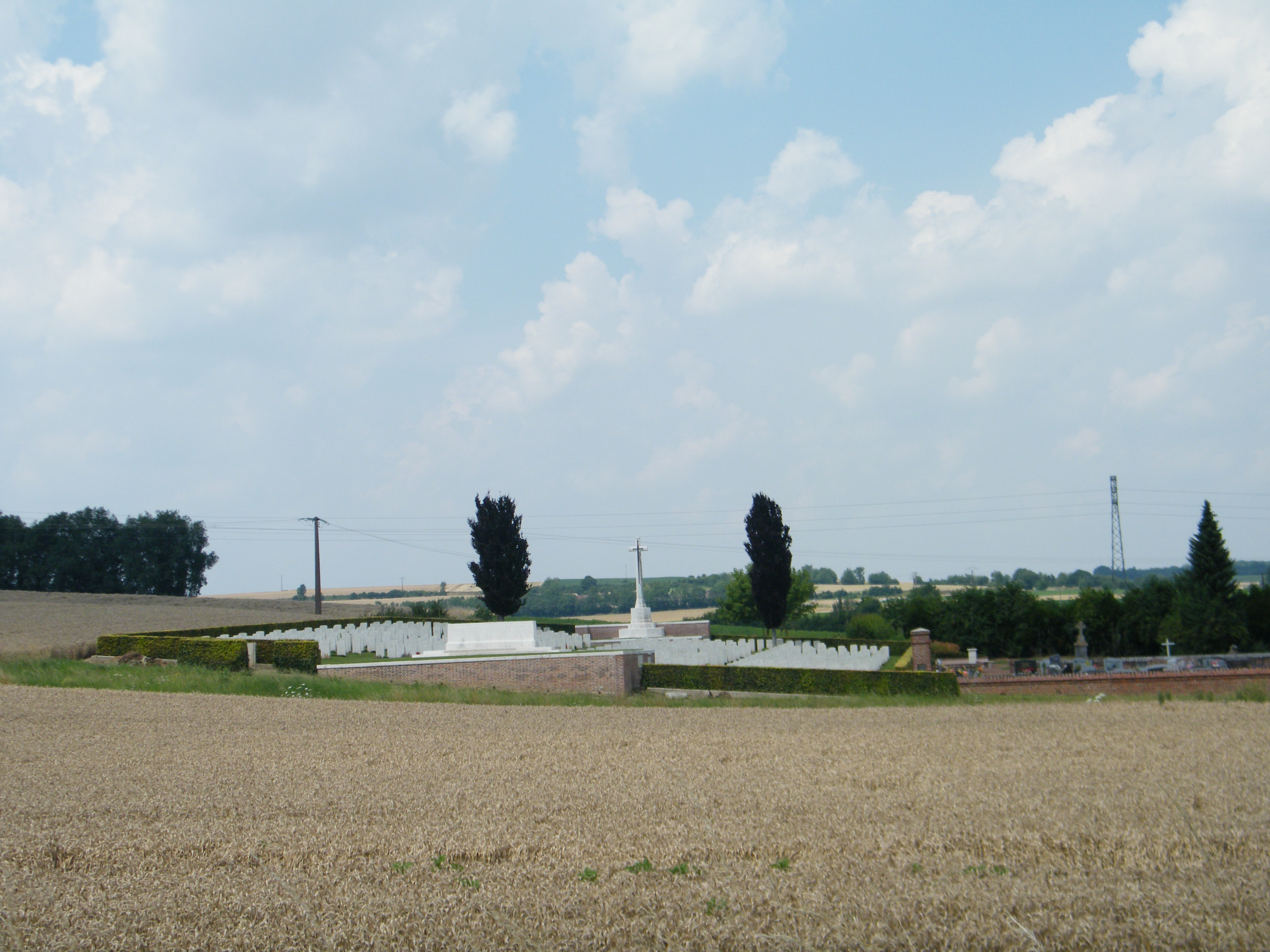
Cimetière militaire vu de la route d'Heilly.
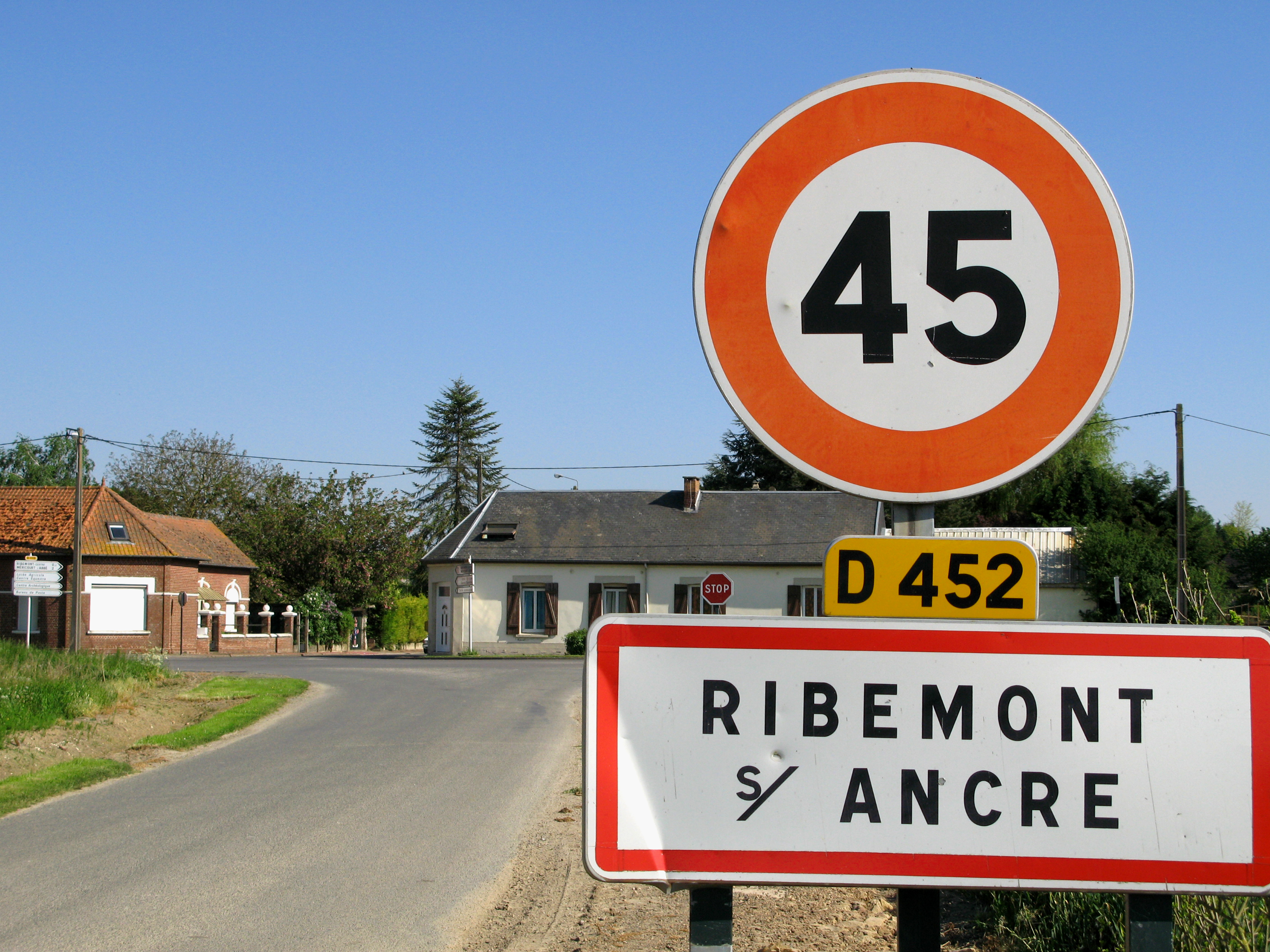
Panneau d'entrée du village, juste après le cimetière militaire.

### Personnages liés à la commune
- Timoléon de Rély, prêtre mort à Ribemont en 1728.